# Donald C. Wurster

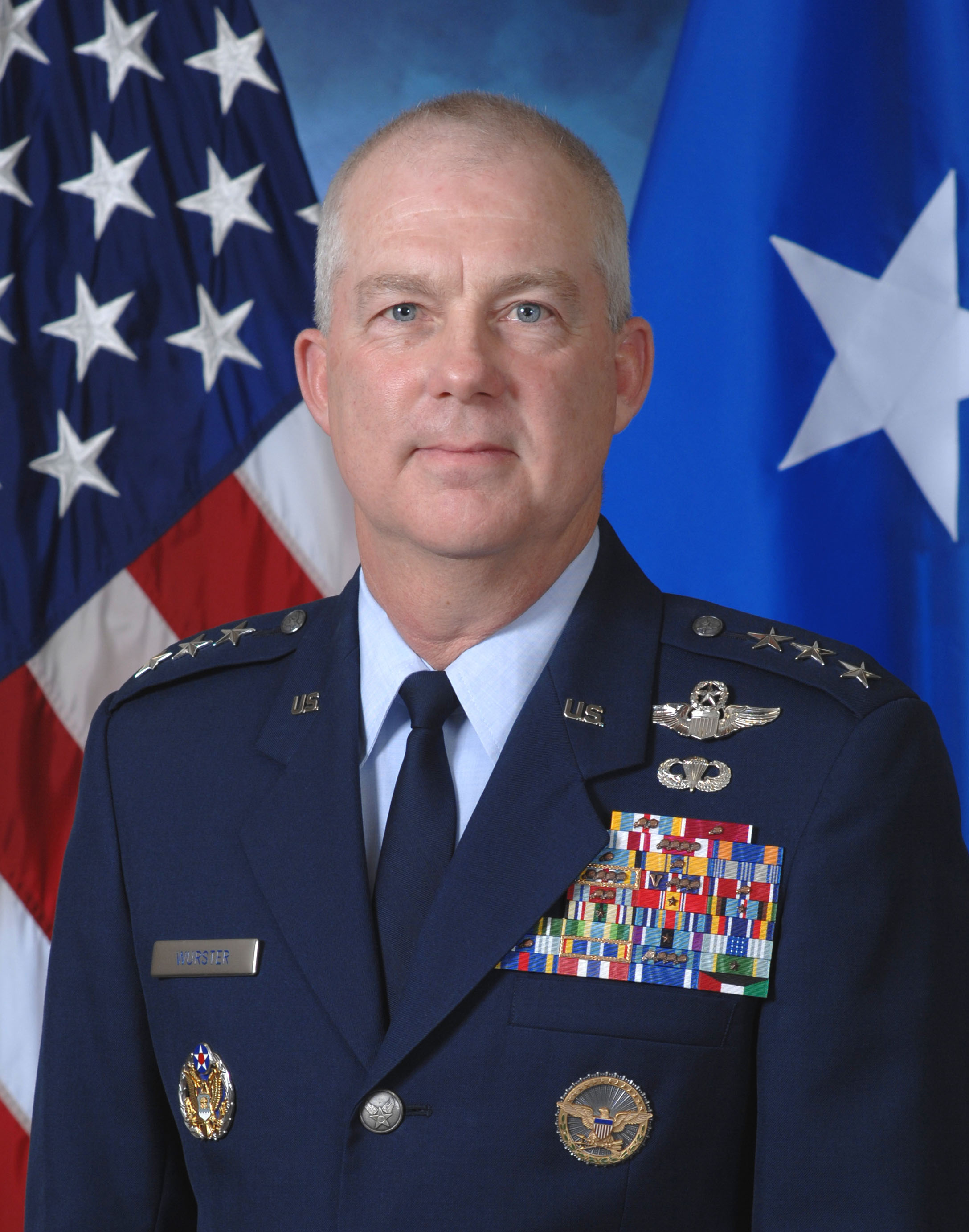
Donald C. Wurster

Donald Carey Wurster (* um 1951 in Washington, D.C.) ist ein pensionierter Generalleutnant der United States Air Force. Er war unter anderem Kommandeur des Air Force Special Operations Command.

## Leben
Im Jahr 1973 absolvierte Donald Wurster die United States Air Force Academy in Colorado Springs. Nach seiner Graduation wurde er als Leutnant in das Offizierskorps der Air Force aufgenommen. In der Folge durchlief er alle Offiziersgrade vom Leutnant bis zum Drei-Sterne-General.
Im Lauf seiner militärischen Karriere absolvierte er verschiedene Kurse und Schulungen. Dazu gehörten unter anderem eine Ausbildung zum Hubschrauberpiloten; die Squadron Officer School auf der Maxwell Air Force Base in Alabama; das Air Command and Staff College, das sich ebenfalls auf der Maxwell AFB befindet; das Air War College über einen Fernkurs; das Industrial College of the Armed Forces in Fort Lesley J. McNair in Washington, D.C.; den National Security Leadership Course und den Leadership Course at the Peak. Außerdem erhielt er einen akademischen Grad von der Webster University.
In seinen frühen Jahren als Offizier der Luftwaffe war er an verschiedenen Stützpunkten in den Vereinigten Staaten stationiert. Dabei war er als Hubschrauberpilot, Flugausbilder oder Stabsoffizier bei unterschiedlichen Einheiten tätig. Dazwischen absolvierte er die erwähnten Schulungen. Als Stabsoffizier war er unter anderem im Hauptquartier der Air Force tätig. Zwischen März 1975 und Mai 1976 war er auf der Osan Air Base in Südkorea stationiert. Eine weitere Auslandversetzung führte ihn zwischen August 1991 und Juli 1994 auf die britischen Luftwaffenstützpunkte Royal Air Force Woodbridge und Royal Air Force Alconbury. Dort kommandierte er unter anderem die 21. Sonderschwadron (21st Special Operations Squadron).
Zwischen September 1997 und Juli 1999 kommandierte Donald Wurster als Oberst die 16th Operations Group, bzw. ab Juni 1998 das 16. Sondergeschwader (16th Special Operations Wing), die auf dem Hurlburt Field in Florida stationiert waren. Danach wurde er auf die Scott Air Force Base in Illinois versetzt. Dort war er bis Oktober 2000 Generalinspekteur beim United States Transportation Command und beim Air Mobility Command.
Im Oktober 2000 wurde er, inzwischen im Rang eines Brigadegenerals, Kommandeur des United States Special Operations Command Pacific, das in Camp H. M. Smith in Hawaii sein Hauptquartier hat. Diese Aufgabe erfüllte er bis zum Februar 2003. Während dieser Zeit kommandierte er zwischen Januar und August 2002 zusätzlich die Joint Task Force-510, die auf den Philippinen zur Bekämpfung von Unruhen eingesetzt war.
Zwischen Februar 2003 und Februar 2006 gehörte Wurster auf der MacDill Air Force Base in verschiedenen Funktionen dem Stab des United States Special Operations Commands an. Anschließend kehrte er zum Hurlburt Field zurück, wo er zwischen Februar 2006 und November 2007 stellvertretender Kommandeur des Air Force Special Operations Command war. Am 27. November 2007 übernahm er dort als Nachfolger von Michael W. Wooley das Kommando über diesen Verband. Dieses Kommando bekleidete er bis zum 24. Juni 2011, als Eric E. Fiel seine Nachfolge antrat. Anschließend schied er aus dem aktiven Militärdienst aus.
Während seiner aktiven Zeit als Militärpilot absolvierte er über 4000 Flugstunden auf verschiedenen Hubschraubertypen.
Nach seiner Pensionierung wurde Donald Wurster Vorstandsmitglied beim Potomc Institute for Policy Studies. Außerdem gehört er zu den Beratern der Firma Intellisense Systems.

## Daten der Beförderungen
| Abzeichen | Rang               | Jahr              |
| --------- | ------------------ | ----------------- |
|           | Second Lieutenant  | 6. Juni 1973      |
|           | First Lieutenant   | 6. Juni 1975      |
|           | Captain            | 6. Juni 1977      |
|           | Major              | 1. Februar 1986   |
|           | Lieutenant Colonel | 1. April 1989     |
|           | Colonel            | 1. Juni 1996      |
|           | Brigadier General  | 1. September 2000 |
|           | Major General      | 1. Oktober 2004   |
|           | Lieutenant General | 27. November 2007 |

## Orden und Auszeichnungen
Donald Wurster erhielt im Lauf seiner militärischen Laufbahn unter anderem folgende Auszeichnungen:
- Air Force Distinguished Service Medal
- Defense Superior Service Medal
- Legion of Merit
- Air Medal
- Defense Meritorious Service Medal
- Meritorious Service Medal
- Aerial Achievement Medal
- Air Force Commendation Medal
- Air Force Achievement Medal
- Joint Meritorious Unit Award
- Air Force Outstanding Unit Award
- Air Force Organizational Excellence Award
- Combat Readiness Medal
- National Defense Service Medal
- Armed Forces Expeditionary Medal
- Southwest Asia Service Medal
- Global War on Terrorism Expeditionary Medal
- Global War on Terrorism Service Medal
- Korea Defense Service Medal
- Armed Forces Service Medal
- Humanitarian Service Medal
- Air Force Longevity Service Award
- NATO-Medaille
- Kuwait Liberation Medal (Kuwait)

Außerdem erhielt er noch einige Ordensbänder (Ribbons).